# Balón de Oro 1961

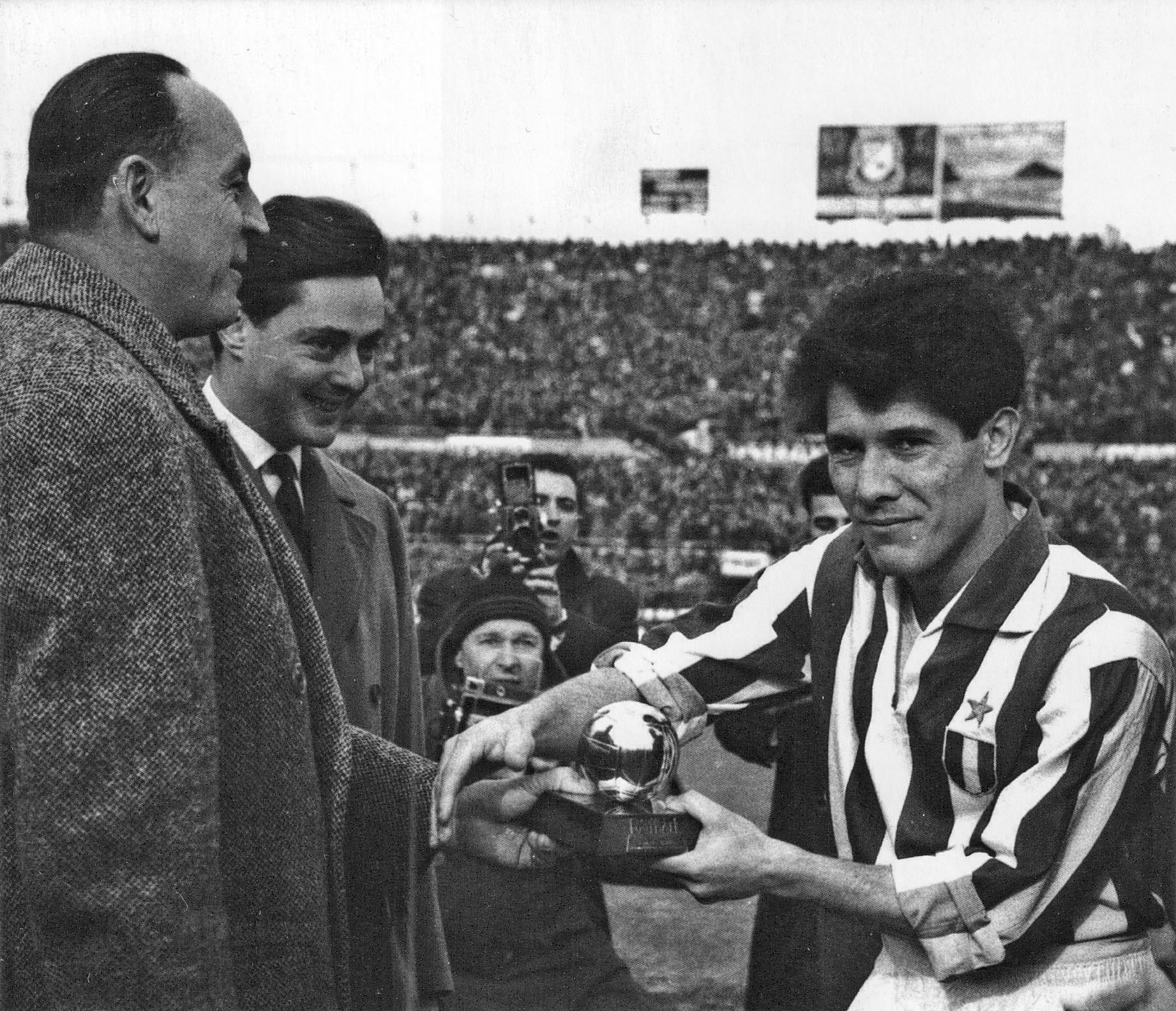
Omar Sívori, Balón de Oro 1961

La edición de 1961 del Balón de Oro, 6.ª edición del premio de fútbol creado por la revista francesa France Football, fue ganada por el argentino nacionalizado italiano Omar Sívori (Juventus).
El jurado estuvo compuesto por 19 periodistas especializados, de cada una de las siguientes asociaciones miembros de la UEFA: Alemania Occidental, Austria, Bélgica, Bulgaria, Checoslovaquia, España, Francia, Grecia, Hungría, Inglaterra, Italia, Países Bajos, Polonia, Portugal, Suecia, Suiza, Turquía, Unión Soviética y Yugoslavia.
El resultado de la votación fue publicado en el número 822 de France Football, el 12 de diciembre de 1961.

## Sistema de votación
Cada uno de los miembros del jurado elige a los que a su juicio son los cinco mejores futbolistas europeos. El jugador elegido en primer lugar recibe cinco puntos, el elegido en segundo lugar cuatro puntos y así sucesivamente.
De esta forma, se repartieron 285 puntos, siendo 95 el máximo número de puntos que podía obtener cada jugador (en caso de que los 19 miembros del jurado le asignaran cinco puntos).

## Clasificación final
| Puesto | Jugador                  | Equipo                                    | Votos | Votos | Votos | Votos | Votos | Votos | Puntos |
| Puesto | Jugador                  | Equipo                                    | 1º    | 2º    | 3º    | 4º    | 5º    | Total | Puntos |
| ------ | ------------------------ | ----------------------------------------- | ----- | ----- | ----- | ----- | ----- | ----- | ------ |
| 1º     | Omar Sívori              | Juventus                                  | 5     | 3     | 2     | 1     | 1     | 12    | 46     |
| 2º     | Luis Suárez              | Barcelona / Inter de Milán                | 4     | 3     | 2     | 1     |       | 10    | 40     |
| 3º     | Johnny Haynes            | Fulham                                    | 2     | 2     | 1     |       | 1     | 6     | 22     |
| 4º     | Lev Yashin               | Dinamo Moscú                              | 3     |       | 2     |       |       | 5     | 21     |
| 5º     | Ferenc Puskás            | Real Madrid                               | 1     | 1     | 1     | 2     |       | 5     | 16     |
| 6º     | Alfredo di Stéfano       | Real Madrid                               |       | 1     | 1     | 2     | 2     | 6     | 13     |
|        | Uwe Seeler               | Hamburgo                                  |       | 1     | 1     | 2     | 2     | 6     | 13     |
| 8º     | John Charles             | Juventus                                  | 1     | 1     |       |       | 1     | 3     | 10     |
| 9º     | Francisco Gento          | Real Madrid                               |       | 1     | 1     |       |       | 2     | 7      |
| 10º    | José Águas               | Benfica                                   | 1     |       |       |       |       | 1     | 5      |
|        | Gyula Grosics            | Tatabánya                                 | 1     |       |       |       |       | 1     | 5      |
|        | Gerhard Hanappi          | Rapid Viena                               | 1     |       |       |       |       | 1     | 5      |
|        | Bobby Charlton           | Manchester United                         |       | 1     |       |       | 1     | 2     | 5      |
|        | Josef Masopust           | Dukla Praga                               |       |       | 1     | 1     |       | 2     | 5      |
|        | José Santamaría          | Real Madrid                               |       |       | 1     | 1     |       | 2     | 5      |
|        | Dragoslav Šekularac      | Estrella Roja Belgrado                    |       |       | 1     | 1     |       | 2     | 5      |
| 17º    | Danny Blanchflower       | Tottenham Hotspur                         |       | 1     |       |       |       | 1     | 4      |
|        | Kurt Hamrin              | Fiorentina                                |       | 1     |       |       |       | 1     | 4      |
|        | Mikheil Meskhi           | Dinamo Tbilisi                            |       | 1     |       |       |       | 1     | 4      |
|        | Viktor Ponedelnik        | SKA Rostov                                |       | 1     |       |       |       | 1     | 4      |
|        | Horst Szymaniak          | Karlruher / Catania                       |       | 1     |       |       |       | 1     | 4      |
|        | Germano de Figueiredo    | Benfica                                   |       |       | 1     |       | 1     | 2     | 4      |
| 23.º   | José Augusto de Almeida  | Benfica                                   |       |       | 1     |       |       | 1     | 3      |
|        | Slava Metreveli          | Torpedo Moscú                             |       |       | 1     |       |       | 1     | 3      |
|        | Max Morlock              | Núrenberg                                 |       |       | 1     |       |       | 1     | 3      |
|        | Horst Nemec              | Austria Viena                             |       |       | 1     |       |       | 1     | 3      |
|        | Denis Law                | Manchester City / Torino                  |       |       |       | 1     | 1     | 2     | 3      |
| 28º    | Pierre Bernard           | Sedan / CNîmes                            |       |       |       | 1     |       | 1     | 2      |
|        | Alberto da Costa Pereira | Benfica                                   |       |       |       | 1     |       | 1     | 2      |
|        | Gert Dörfel              | Hamburgo                                  |       |       |       | 1     |       | 1     | 2      |
|        | Norbert Eschmann         | Olympique Marsella / Stade Français Paris |       |       |       | 1     |       | 1     | 2      |
|        | Jimmy Greaves            | Chelsea / Milan / Tottenham Hotspur       |       |       |       | 1     |       | 1     | 2      |
|        | Lucien Muller            | Stade Reims                               |       |       |       | 1     |       | 1     | 2      |
|        | Lajos Tichy              | Honvéd                                    |       |       |       | 1     |       | 1     | 2      |
| 35º    | Charles Antenen          | La Chaux-de-Fonds                         |       |       |       |       | 1     | 1     | 1      |
|        | Mário Coluna             | Benfica                                   |       |       |       |       | 1     | 1     | 1      |
|        | Eusébio                  | Benfica                                   |       |       |       |       | 1     | 1     | 1      |
|        | Gernot Fraydl            | Grazer / Austria Viena                    |       |       |       |       | 1     | 1     | 1      |
|        | Karl Koller              | First Vienna                              |       |       |       |       | 1     | 1     | 1      |
|        | Rudolf Kučera            | Dukla Praga                               |       |       |       |       | 1     | 1     | 1      |
|        | Dumitru Macri            | Rapid Bucarest                            |       |       |       |       | 1     | 1     | 1      |
|        | Jimmy McIlroy            | Burnley                                   |       |       |       |       | 1     | 1     | 1      |
|        | Karl Stotz               | Austria Viena                             |       |       |       |       | 1     | 1     | 1      |

## Curiosidades
- Norbert Eschmann y Charles Antenen se convierten en los primeros jugadores suizos en obtener algún punto en la clasificación del Balón de Oro.
- Alfredo Di Stéfano aparece por última vez en la clasificación del Balón de Oro.